# Zakir Eminov
Zakir Eminov (en azéri : Zakir Namin oğlu Eminov: né le 1er février 1967 à Yukhari Garamanli, région de Neftchala en Azerbaïdjan) est un géographe et démographe d'Azerbaïdjan.

## Éducation
Il est diplômé de la faculté de géographie de l'Université d'État de Bakou en 1991.
De 1991 à 1995, il étudie au cours de troisième cycle du Centre de réformes économiques du Ministère de l'Économie de la République d'Azerbaïdjan

## Activité professionnelle
En 1991, Z.Eminov travaille au département « Population et développement social de l'Azerbaïdjan » de l'Institut de géographie.
Il est assistant de laboratoire principal, puis chercheur adjoint, puis chercheur associé.
Depuis 2001, il est chercheur principal et, depuis 2015, chercheur principal.
Depuis 2017, il est nommé chef du département « Géographie humaine » de l'Institut et chef du nouveau département « Géographie médicale ».
En 2021, Z.Eminov est nommé directeur général de l'Institut de géographie H.Aliyev du Ministère de la science et de l'éducation de la République d'Azerbaïdjan. En 2025 il quitte le poste du directeur de l'Institut de géographie.  

## Activité scientifique
Il soutient sa thèse sur le thème « Formation et développement d'un système unifié de peuplement (VMS) en République d'Azerbaïdjan » (sur l'exemple de la région économique de Gandja) et reçoit le diplôme de candidat en sciences géographiques.
En 2007, il obtient le titre de professeur associé.
Zakir Eminov obtient son doctorat en géographie après avoir soutenu sa thèse sur « Les problèmes démographiques de la formation des ressources en main-d'œuvre en Azerbaïdjan ».
Il est l'auteur de jusqu'à 90 articles et thèses scientifiques, 10 monographies et jusqu'à 10 livres sur les problèmes économiques et sociodémographiques de l'installation de la population en Azerbaïdjan. Ses travaux scientifiques sont publiés aux États-Unis, en Grande-Bretagne, en Fédération de Russie, en Ukraine, en Ouzbékistan, au Kazakhstan, en Bulgarie, en Roumanie, etc,

## Activité pédagogique
Conférences et séminaires sur les cours « Population de l'Azerbaïdjan », « Problèmes des statistiques démographiques en Azerbaïdjan » et « Géographie de la population de l'Azerbaïdjan et des pays voisins » à Université d'État de Bakou ;
Cours sur les sujets « Fondements techniques et économiques de la production » et « Géographie de la population » à l'ADPU ;
Sous sa direction, 4 thèses de doctorat sont soutenues.
Nombre total d'ouvrages scientifiques publiés : 70
Nombre d'ouvrages scientifiques publiés à l'étranger : 16